# 東之坊 (大石寺)

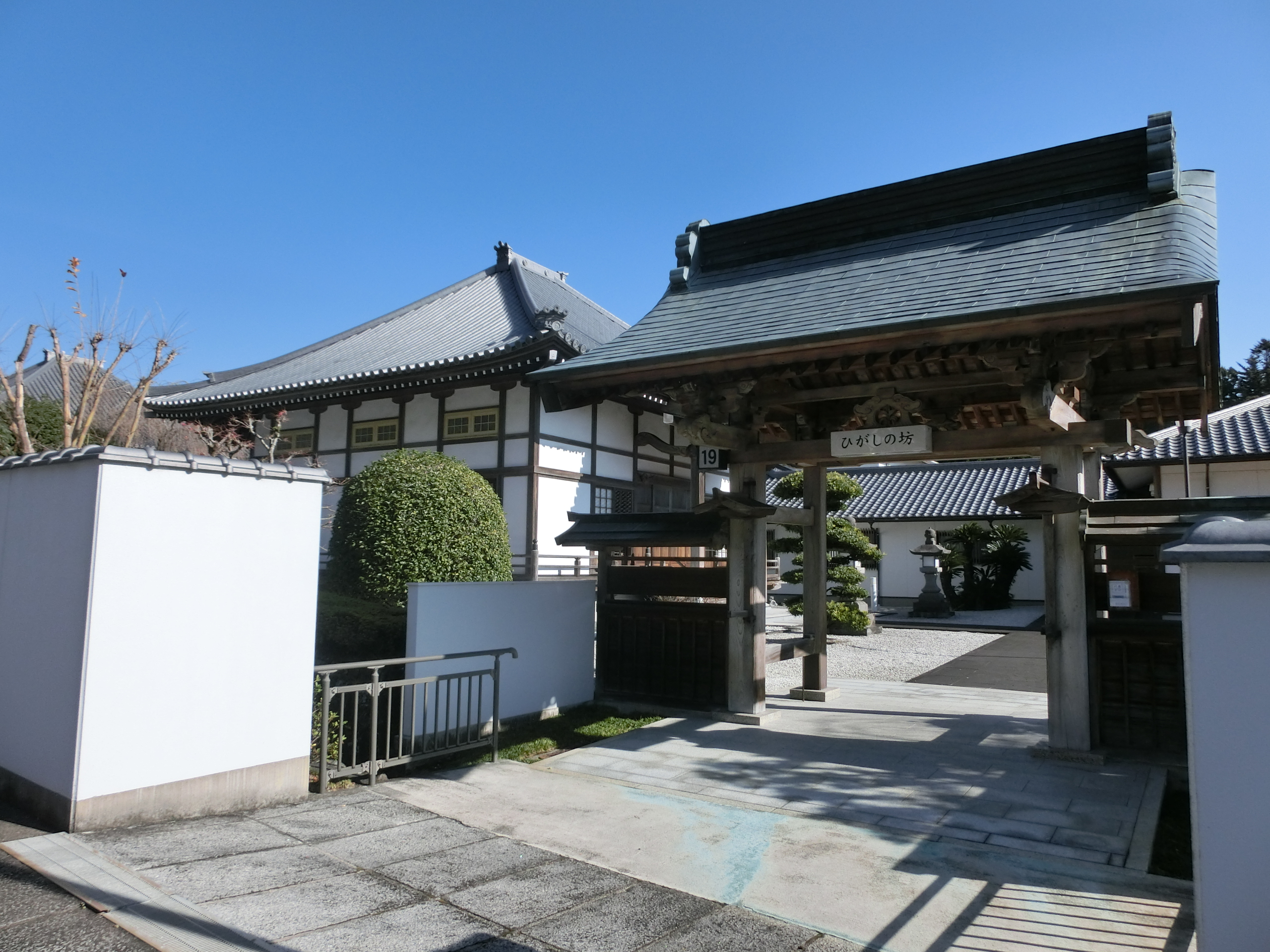
東之坊

東之坊（ひがしのぼう）は、静岡県富士宮市上条の寺院、日蓮正宗総本山大石寺の塔中坊の一つ。東裏塔中にある。

## 歴史
- 延享2年5月13日（1745年6月12日） - 第31世法主日因により建立される。
- 寛延3年6月25日（1750年7月28日） - 日因は第32世法主日教に法を付して東之坊に住まう。
- 明和7年4月8日（1770年5月3日） - 第35世法主日穏は第36世日堅に法を付して東之坊に住まう。
- 昭和30年（1955年）5月21日 - 再興される。
- 平成20年（2008年）11月29日 - 立正安国論正義顕揚750年記念局総本山総合整備事業の一環として改築される。